# Desa Langkap (administrativ by i Indonesien, Jawa Timur, lat -7,06, long 112,77)
Desa Langkap är en administrativ by i Indonesien.   Den ligger i provinsen Jawa Timur, i den västra delen av landet, 700 km öster om huvudstaden Jakarta. Desa Langkap ligger på ön Madura.